# Tambibendo
Tambibendo is een bestuurslaag in het regentschap Kediri van de provincie Oost-Java, Indonesië. Tambibendo telt 4092 inwoners (volkstelling 2010).